# Trulshik Rinpoché
Rinpoché
- Ngawang Tenzin Lodroe Rabsel
Trulshik Rinpoché Ngawang Chökyi Lodrö (tibétain : འཁྲུལ་ཞིག་ངག་དབང་ཆོས་ཀྱི་བློ་གྲོས་, Wylie : ‘khrul zhig ngag dbang chos kyi blo gros) (né le 6 novembre 1924 à Yamdrok Taklung au Tibet, mort le 2 septembre 2011  à Kathmandou au Népal) était un des enseignants principaux du 14e dalai lama ainsi que de nombreux lamas de la jeune génération Nyingmapa incluant aujourd'hui Sogyal Rinpoché. Il était considéré comme l'héritier spirituel de plusieurs ainés Nyingma, les maîtres du siècle dernier, tels que Dudjom Rinpoché et Dilgo Khyentse Rinpoché. À la suite de son exil du Tibet, il établit une communauté de retraite ainsi qu'un monastère appelé Thoubten Chöling, situé dans le district de Solu Khumbu au Népal. 
Trulshik Rinpoché fut le sujet d'un film documentaire appelé Destroyer of Illusion (« le Destructeur d'Illusion ») raconté par Richard Gere. 
En 2010, à la suite du décès de Mindroling Trichen, Trulshik Rinpoché accepta d'être le représentant officiel à la tête de l'école nyingma.
Après sa mort le 2 septembre 2011, Taklung Tsetrul Rinpoché lui succède le 22 mars 2012 à la tête de l'école nyingma. 
En 2015, le 14e dalaï lama a reconnu Ngawang Tenzin Lodroe Rabsel, un enfant né le 25 juillet 2013 à Kathmandou au Népal, comme sa réincarnation. 